# Бебешко, Владимир Владимирович
Влади́мир Влади́мирович Бебешко (укр. Володимир Володимирович Бебешко; род. 7 сентября 1956, Стрый) — украинский звукорежиссёр и музыкальный продюсер. Брат певца и заслуженного артиста Украины Левко Дурко (Леонтия Бебешко), продюсер группы «Пающие трусы».

## Биография
Родился 7 сентября 1956 года в городе Стрый Львовской области. В 1976 году окончил Дрогобицкое музыкальное училище, класс ударных инструментов, однако играл ещё на клавишных и гитаре.

## Карьера
Работал бас-гитаристом в группе «Лабиринт», которой руководил Юрий Варум, солисткой в группе была Вика Врадий, которая позже стала женой Бебешко. С группой «Лабиринт» объездил с гастролями весь СССР. Когда работал в группе «Лабиринт», его посадили на 3 года усиленного режима в Горьковскую тюрьму за спекуляцию (сумма наживы 250 рублей). В тюрьме читал книги, организовал ансамбль, давал концерты для заключенных. Его под опеку взял главный вор в законе, которого он учил играть на гитаре. В 1991 году в тюрьме расписался с Викой Врадий. После тюрьмы стал работать с группой «Братья Гадюкины», позже переехал с женой в США.
Владимир Бебешко работал и жил в Москве, когда зарождался шоу-бизнес, был помощником Юрия Чернавского, имевшего первую звукозаписывающую студию в Москве. Чернавский и Бебешко работали с Аллой Пугачевой, Валерием Леонтьевым и др. В конце 1990-х работал на «Музыкальной бирже» Евгения Рыбчинского. Сотрудничал со множеством известных исполнителей. Делал аранжировки песен для Софии Ротару, Таисии Повалий, Филиппа Киркорова, Димы Билана, ВИА Гра (альбомы «Попытка № 5», «Стоп! Снято!» и «Биология») и многих других. В 2005 году открыл «Студию Владимира Бебешко».
В 2008 году вместе с Андреем Кузьменко создал женскую музыкальную группу Пающие трусы, в клипах которой неоднократно снимался. С 2010 года Игорь Крутой стал третьим продюсером группы. В 2009 году стал продюсером Милы Нитич.

## Личная жизнь
- Первая жена рок-певица Вика Врадий — (1991—1997), несколько лет жили в США.
- Вторая жена (с 21 марта 1996[10]) джазовая певица Саша Белина (наст. имя Александра Бейлина)[11][12][13][14][15].
  - дочь Евгения Бебешко (род. 1998).

## Телевидение
- «Шанс» (2008)[16]
- «Машина времени» (2013)[17]

## Проекты
- Пающие трусы
- Мила Нитич[8]